# I.A.L. Diamond
I.A.L. Diamond, egentligen Ițec Domnici, född 1920 i Ungheni i Rumänien, död 1988 i Beverly Hills i Los Angeles, var en amerikansk manusförfattare. Han samarbetade ofta med Billy Wilder.

## Filmografi (i urval)
- 1952 – Föryngringsprofessorn
- 1957 – Ariane
- 1958 – Kors i taket
- 1959 – I hetaste laget
- 1960 – Ungkarlslyan
- 1961 – Ett, två, tre
- 1963 – Irma la Douce
- 1964 – Kyss mej dumbom
- 1966 – Storsvindlarna
- 1969 – Kaktusblomman
- 1970 – "Sherlock Holmes" – privatögat privat
- 1972 – Avanti!
- 1974 – Stoppa pressarna!
- 1978 – Fedora

## Priser och utmärkelser
- Oscar för bästa originalmanus, för Ungkarlslyan, med  Billy Wilder,  17 april 1961[6]
- New York Film Critics Circle Award for Best Screenplay

[Redigera Wikidata]